# You (OWVの曲)
「You」（ユー）は、OWVの5thシングル。2022年3月9日にユニバーサルシグマから発売された。

## 解説
前作シングル「Get Away」から約7ヶ月ぶり、アルバム「CHASER」からは約5ヶ月ぶりとなるリリース。2021年12月5日に開催された「OWV LIVE TOUR 2021 -CHASER-」の福岡公演にて発売が発表された。
シングルクリエイティブコンセプトは“始まり”で、OWVの表題曲がミドルバラードとなるのは今回が初めてとなる。

表題曲の「You」は気持ちと季節の始まりを表現する蕾、カップリングに収録された「Sound The Alarm」は気持ちを新たにスタートさせるアラーム、「TALK TALK TALK」は相手を知る始まりの一歩であるトークをモチーフとしている。

新ビジュアルは“調和”をコンセプトとし、メイン衣装にはピーコックブルーが用いられた。

振り付けは2ndシングル「Ready Set Go」、3rdシングル「Roar」も手掛けた韓国の振付師チームLOOKが担当。

## 収録曲
全形態共通
1. You(3:44)
作詞：Lauren Kaori/ 作曲：Daniel Kim,Garden/ 編曲：Garden

1. Sound The Alarm(3:55)
作詞：Anna Kusakawa/ 作曲：David Simon,Ken Berglund/ 編曲：Ken Berglund

1. TALK TALK TALK(3:54)
作詞：Eri Osanai/ 作曲：Didrik Thott,Christian Fast,Peter Mansson/ 編曲：Peter Mansson

### 形態
- 通常盤-CDのみ[8]
- 初回盤-CD+DVD(MV、メイキングビデオ)[9]
- FC限定盤-CD+DVD(MV、メイキングビデオ)+グッズ(メンバープロデュースデザインフェイスタオル、4形態)[10]